# Adoration des mages
Pour les articles homonymes, voir L'Adoration des mages (homonymie).

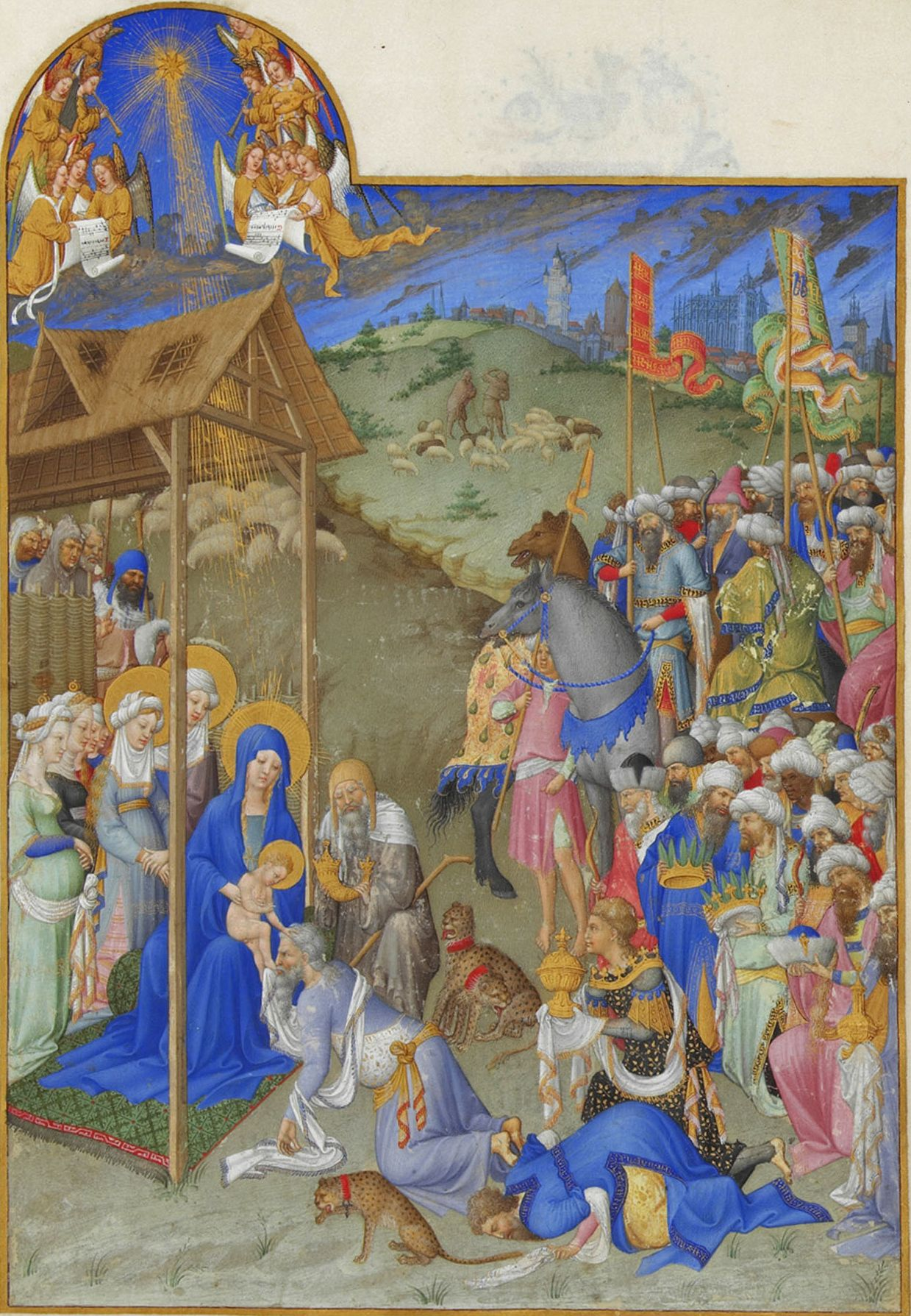
Les Très Riches Heures du duc de Berry, ms.65, folio 52r, vers 1411-1416, musée Condé, Chantilly.

L’Adoration des mages d'après un épisode de l'Évangile selon Matthieu (2, 1-12) est un thème iconographique chrétien populaire d'un épisode de la vie du Christ, la visite des Rois mages lors de sa nativité. Dans l'Occident chrétien, cette scène est commémorée à l'Épiphanie tandis que l'Église orthodoxe la place le 25 décembre.

## Sources littéraires
Selon Mathieu, des mages (astronomes) se présentent devant Hérode, en Judée, à la recherche d'un nouveau-né dont une étoile leur a indiqué la naissance et le destin royal. Hérode les dépêche à la recherche de l'enfant. Suivant l'étoile, les mages arrivent près de Jésus qu'ils adorent et auquel ils offrent l'or, l'encens et la myrrhe. « Puis, divinement avertis en songe de ne pas retourner vers Hérode, ils regagnent leur pays par un autre chemin. » (2, 12). Les évangiles apocryphes mentionnent l'épisode en y ajoutant des détails. De ce récit, c'est l'épisode de l'adoration des mages qui a été le plus souvent représenté.
Ce récit biblique légendaire ne s'éclaire que par une lecture mythique et un jeu d'intertextualité avec le Psaume 72, voulant que la nature messianique de Jésus soit reconnue par des personnages importants, les mages, comme par le petit peuple, les bergers.
L'évangéliste ne précise pas le nombre des mages. Il semble que ce soit Origène (185-224) qui le premier en fixe le nombre à trois, information reprise par Maxime de Turin et Léon le Grand. Tertullien en fait des rois en s'appuyant sur une prophétie tirée des psaumes de David (67, 30), ce que confirme Césaire d'Arles. Enfin c'est sans doute au IXe siècle qu'apparaissent les noms de Gaspard, Melchior et Balthazar dans le Liber Pontificalis de Ravenne.

## Iconographie

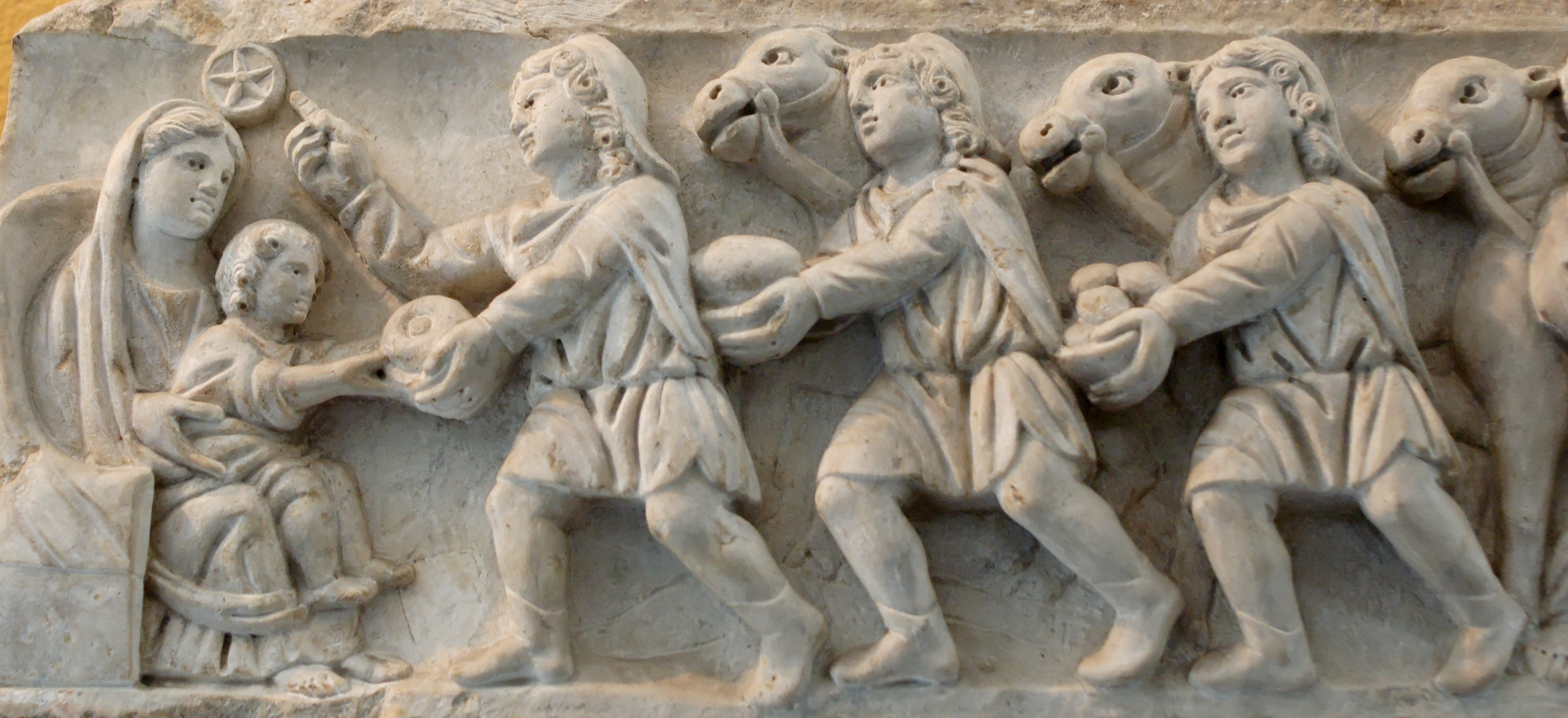
Sarcophage chrétien, IVe siècle.

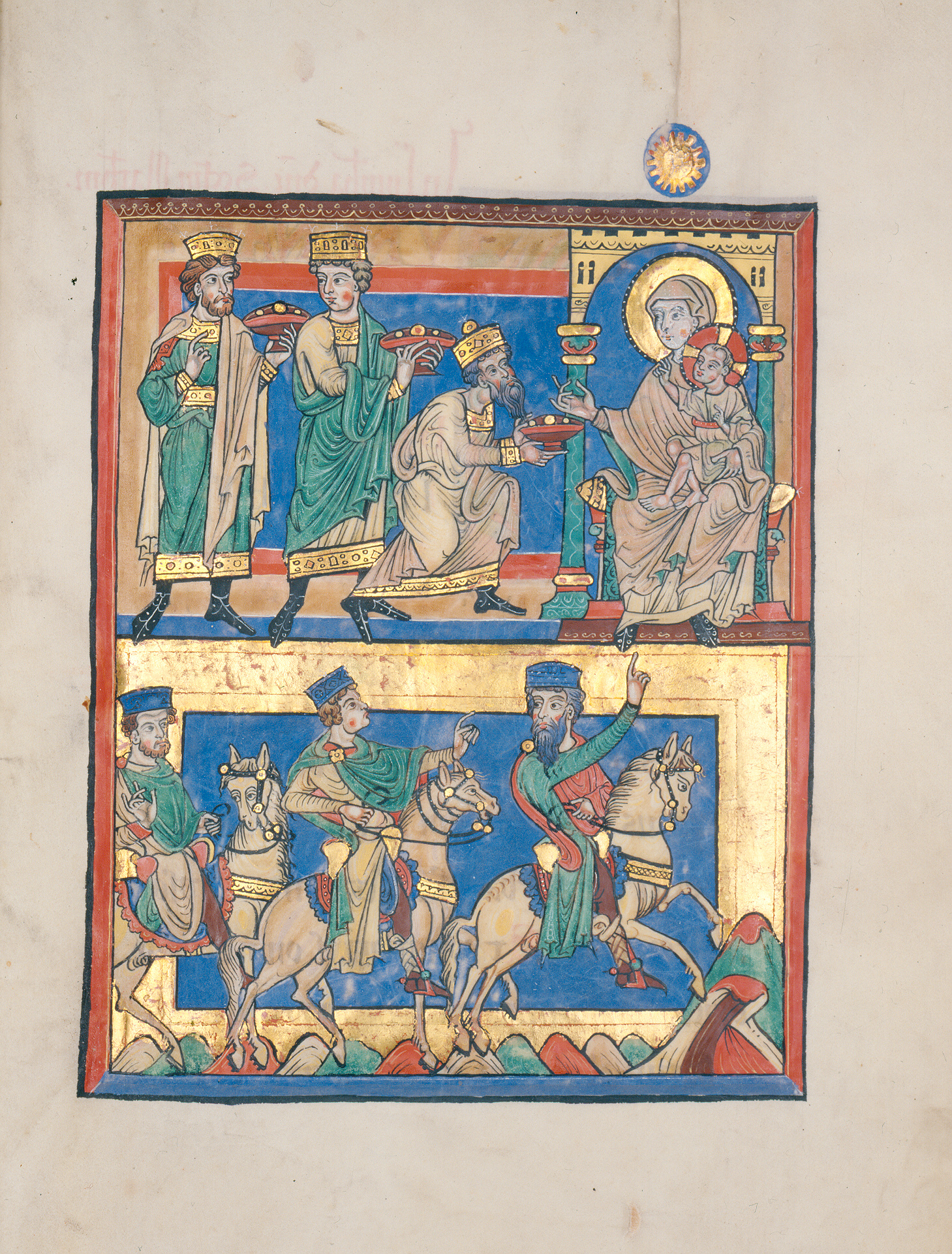
Vers 1220, Codex Bruchsal 1, Bl. 11r, Karlsruhe

Le thème apparaît dans l'art des catacombes en liaison avec celui de la Nativité, puis de façon autonome. Il s'agit d'un des thèmes les plus populaires de l'iconographie chrétienne. Les premières représentations ne distinguent guère les trois mages. Elles figurent le Christ et Marie, les mages portant les présents, l'étoile qui les a guidés et les chameaux qui leur ont servi de monture, plus tard des chevaux. Le Christ accepte les présents ou bénit le mage qui s'incline devant lui. Les deux autres mages regardent la scène ou observent l'étoile.
Elles apparaissent ensuite dans l'art monumental, dans l'enluminure (missels, livres d'heures). À partir du XIVe siècle, les représentations peintes, fresques puis plus tard toiles, de l'adoration des mages se multiplient dans les églises, popularisées au théâtre par les mises en scène des mystères médiévaux. Peu à peu ces représentations deviennent plus pathétiques, insistant sur le contraste entre le dénuement de Marie et Joseph et la richesse des costumes des rois mages, ainsi que sur l'inversion de la scène d'hommage d'ordinaire rendue aux rois, mais ici rendue par des rois à un simple nouveau-né.
Les trois hommes représentent très tôt les trois âges de la vie. Le nouveau-né complète d'ailleurs la série des trois âges qui deviennent ainsi quatre. C'est le roi ou le mage le plus âgé qui est représenté agenouillé devant l'enfant, formant avec lui un couple symbolique, l'articulation du passé et du futur.

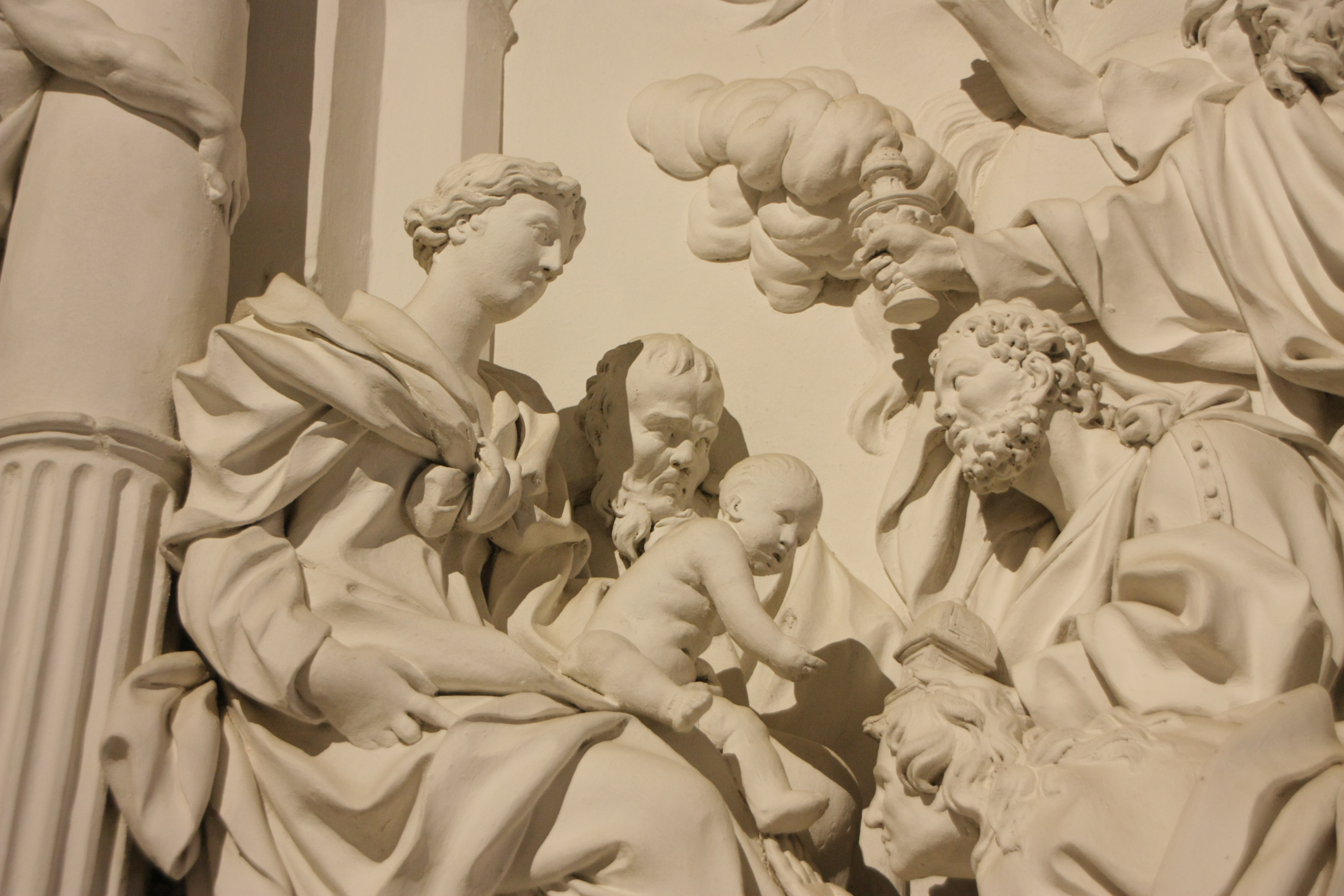
Giacomo Serpotta, Adoration des mages (détail), église du Saint-Esprit, Agrigente.

Selon une autre interprétation, les trois rois représentent les trois parties du monde alors connues : Europe, Asie et Afrique, d'où la présence, notamment chez les peintres nordiques et plus tardivement italiens, d'un roi africain.
Le nouveau-né est généralement assis sur les genoux de Marie derrière laquelle se tient souvent Joseph. Un ange (Giotto) les accompagne parfois. Les trois rois se tiennent devant l'enfant. De nombreux détails anecdotiques (voire ésotériques dans le cas de Jérôme Bosch), se multiplient dans les représentations.
Rappel des éléments iconographiques qui définissent l'Adoration des mages
- Présence des membres de la sainte Famille : Jésus, la Vierge Marie et plus tardivement Joseph
- Présence des trois Rois mages, leur symbolique propre et leurs présents: myrrhe, or et encens, leur cortège.
- À partir de la Renaissance : le lieu même de la Nativité (étable ou architecturée) et son entourage proche :
  - la mangeoire
  - les animaux (le bœuf et l'âne)
  - le paysage environnant, campagne ou villes, ou même ruines antiques

## Tableaux célèbres

### XIVesiècle
- Entre 1304 et 1305 : L'Adoration des mages de Giotto, fresque, chapelle Scrovegni, Padoue.
- Deuxième quart du siècle : L'Adoration des mages de Pietro Lorenzetti, musée du Louvre, Paris.

### XVesiècle

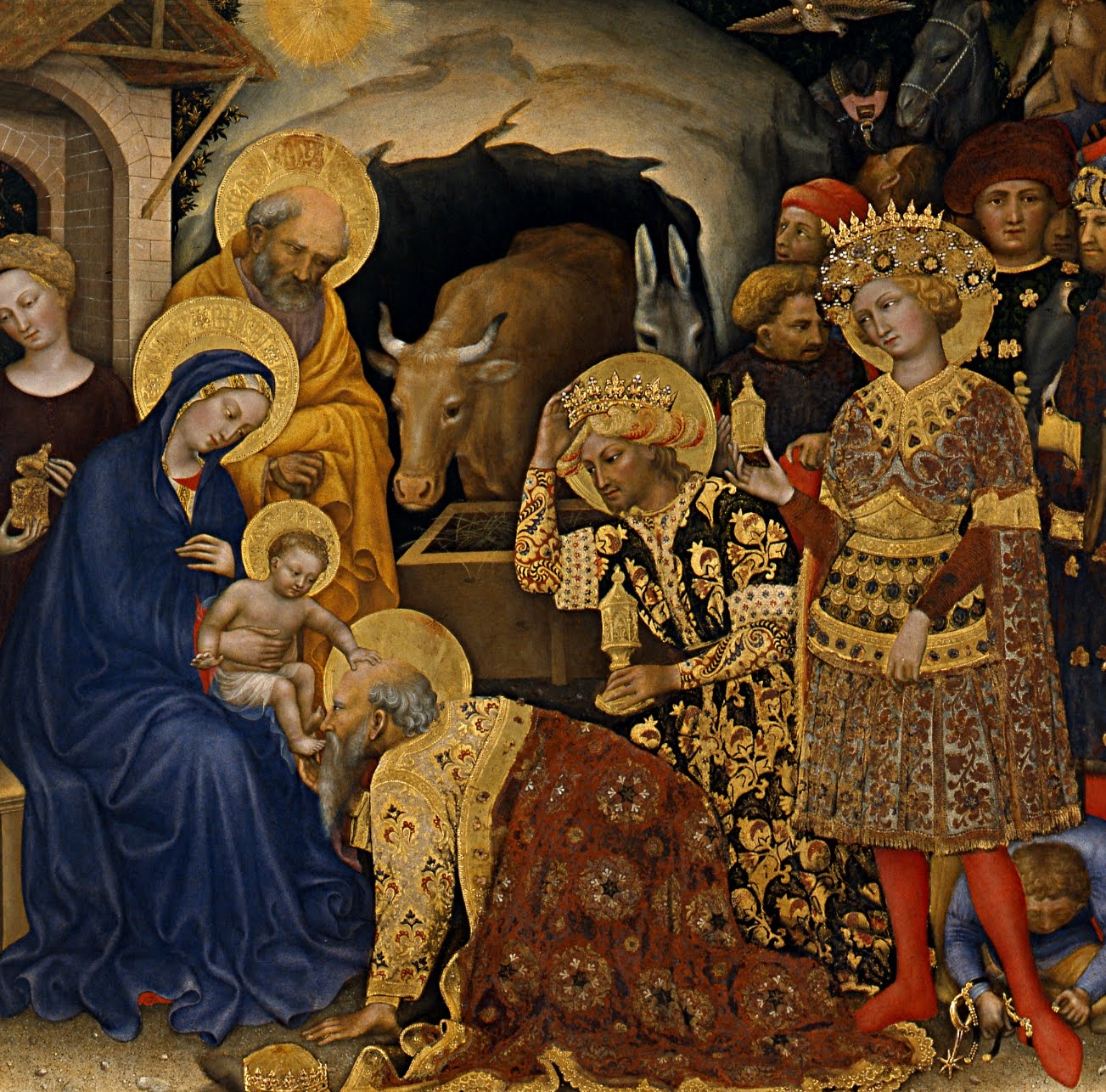
Détail du retable de l'Adoration des mages de Gentile da Fabriano, 1423.

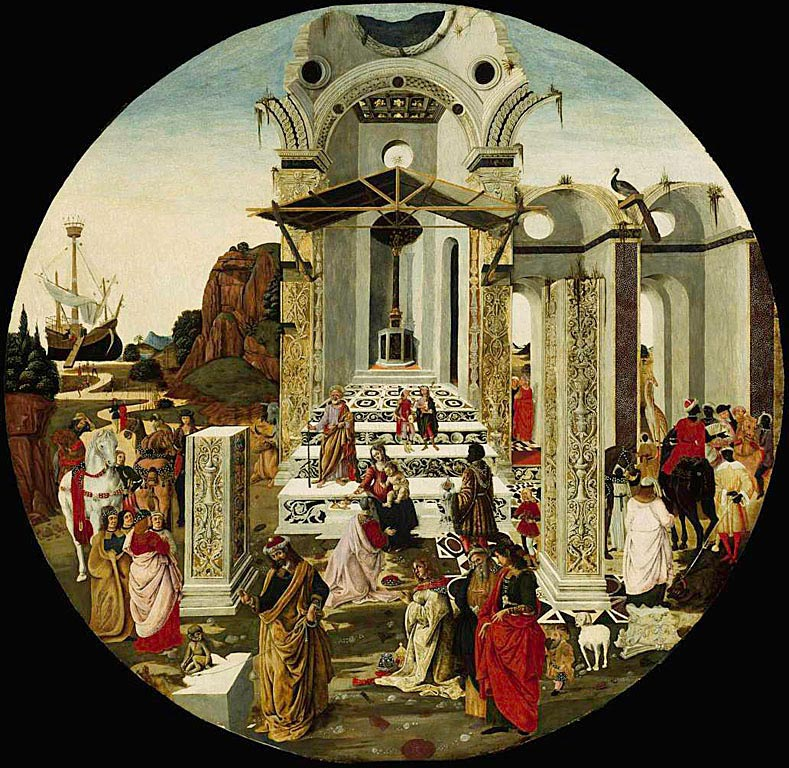
L'Adoration des mages de Raffaello Botticini, c. 1495.

- Entre 1390 et 1410 : Adoration des mages avec saint Antoine, artiste anonyme, J. Paul Getty Museum : Les mages portent la couronne.
- Début du XVe siècle : Retable du maître de Francfort, musée Anne-de-Beaujeu, Moulins.
- 1423, L'Adoration des mages, Gentile da Fabriano, Musée des Offices, Florence.
- Entre 1440 et 1460 : Adoration des mages dite Tondo Cook, Fra Angelico et/ou Fra Filippo Lippi, National Gallery of Art de Washington.
- Vers 1455, L’Adoration des mages, Rogier van der Weyden, Alte Pinakothek
- Vers 1455, L’Adoration des mages dans le Livre d'heures d'Étienne Chevalier, enluminées par Jean Fouquet (musée Condé, Chantilly)
- 1470 : Hans Memling, L'Adoration des mages, musée du Prado, Madrid
- Entre 1470 et 1475 : Adoration des mages, Jérôme Bosch, au Philadelphia Museum of Art et au musée du Prado,
- Sandro Botticelli :
  - c. 1472 : L'Adoration des mages
  - c. 1473 : L'Adoration des mages
  - 1475 : L'Adoration des mages, galerie des Offices, Florence
- 1479 : L'Adoration des mages, Hans Memling, panneau central du Triptyque de Jan Floreins, Memling in Sint-Jan de Bruges
- 1482 : L'Adoration des mages de Léonard de Vinci, tableau inachevé en 1482
- 1487 : L'Adoration des mages, Domenico Ghirlandaio, musée de la galerie des Offices à Florence
- Geertgen tot Sint Jans :
  - c. 1490 : Triptyque de l'Adoration des mages, Galerie nationale de Prague
  - c. 1490 : L'Adoration des mages, musée d'art de Cleveland (The Cleveland Museum of Art)
  - c. 1495 : L'Adoration des mages, disciple de Geertgen tot Sint Jans, collection Oskar Reinhart, Am Römerholz, Winterthour
- c. 1495 : L'Adoration des mages, Raffaello Botticini, Art Institute of Chicago. Vierge à l'Enfant sur la première marche en marbre d'un temple en ruines[5].
- Vers 1497 : L'Adoration des mages, Le Pérugin, au musée des Beaux-Arts de Rouen.
- Entre 1495 et 1505 : L'Adoration des mages, Andrea Mantegna, au Getty Center. Un mage est noir. Les mages portent le turban oriental. Le plus âgé est tête nue.

### XVIesiècle
- 1504 : L'Adoration des mages, d'Albrecht Dürer, conservée à la Galerie des Offices. Dans ce tableau Dürer s'est lui-même représenté sous les traits du plus jeune des trois mages.
- Vers 1519, Adoration des mages, Jan van Scorel, Art Institute of Chicago
- 1526, L'Adoration des mages, Quentin Massys, Metropolitan Museum of Art

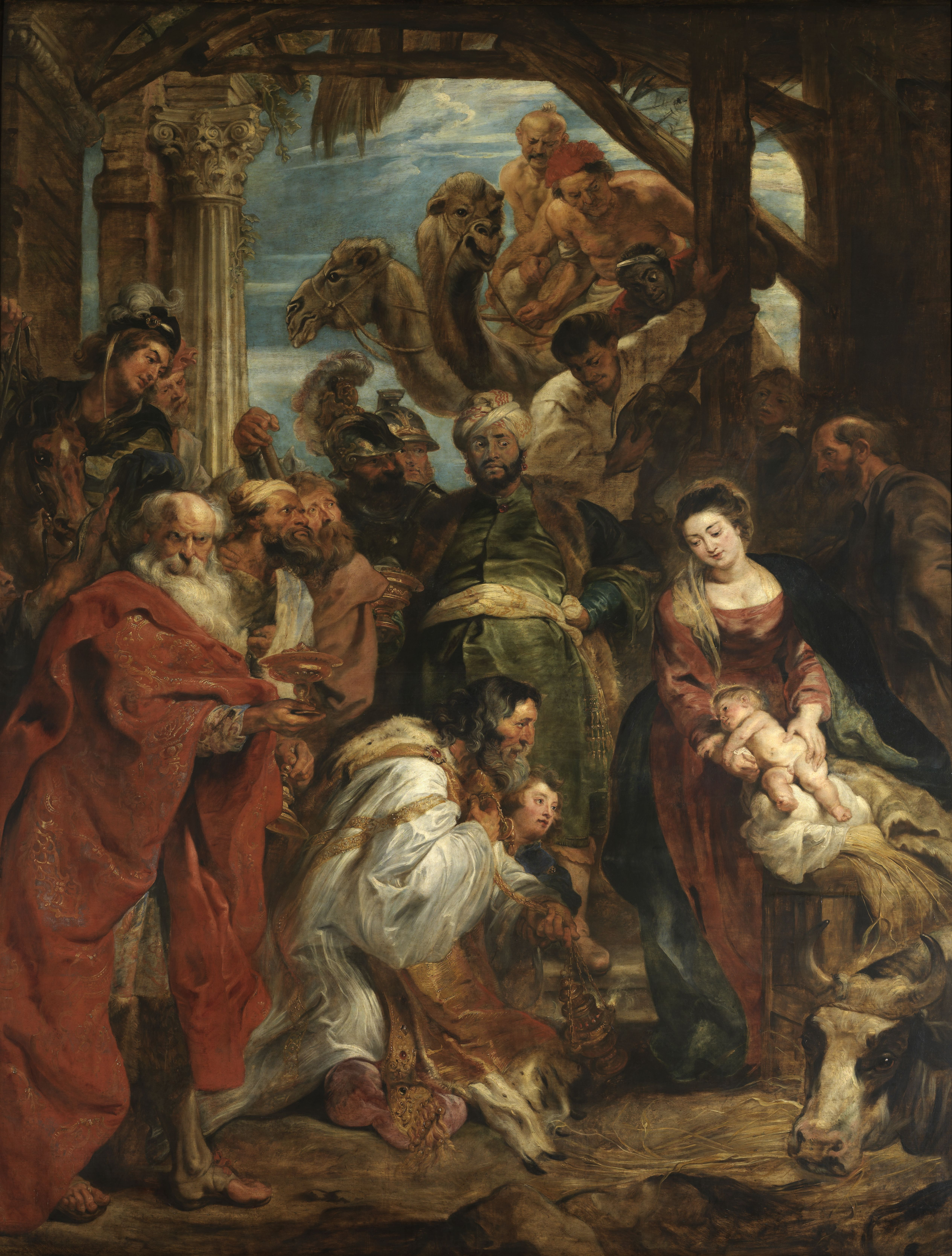
Adoration des mages, Peter Paul Rubens, (1624), musée royal des Beaux-Arts d'Anvers.

- Pieter Brueghel l'Ancien a représenté trois fois ce thème :
  - une version de 1556-1562 est conservée dans les musées royaux des beaux-arts de Belgique (inv. 3929) ;
  - 1564 : une version se trouve à la National Gallery de Londres ;
  - 1567 : la plus originale, L'Adoration des mages dans un paysage de neige (Winterthour, Fondation Oscar Reinhart), accentue l'enracinement de la scène dans la réalité géographique, culturelle et climatique du spectateur de l'époque en marginalisant le sujet biblique à peine visible dans un coin du tableau, selon un procédé cher à Bruegel.
- 1590 : Adoration des mages, de Lavinia Fontana.

### XVIIesiècle
- Francisco de Zurbarán a peint L'Adoration des mages en 1639-1639.
- Pierre Paul Rubens a peint entre dix et quinze versions de L'Adoration des mages.
- Vers 1660-1665, L'Adoration des mages, huile sur toile de Mathieu Le Nain, conservée au musée Bossuet à Meaux.

### XVIIIesiècle
Giovanni Battista Tiepolo a réalisé plusieurs versions sur ce thème :
- en 1753, un tableau conservé à la Alte Pinakothek de Munich[6]
- en 1755-1760 pour le maître-autel du monastère de Schwarzach, une huile sur toile de 68 × 87 cm conservée à la National Gallery of Art, Washington[7]
- à la fin des années 1750, une huile sur toile de 60 × 48 cm conservée au Metropolitan Museum of Art de New York[8]

Versions de Tiepolo
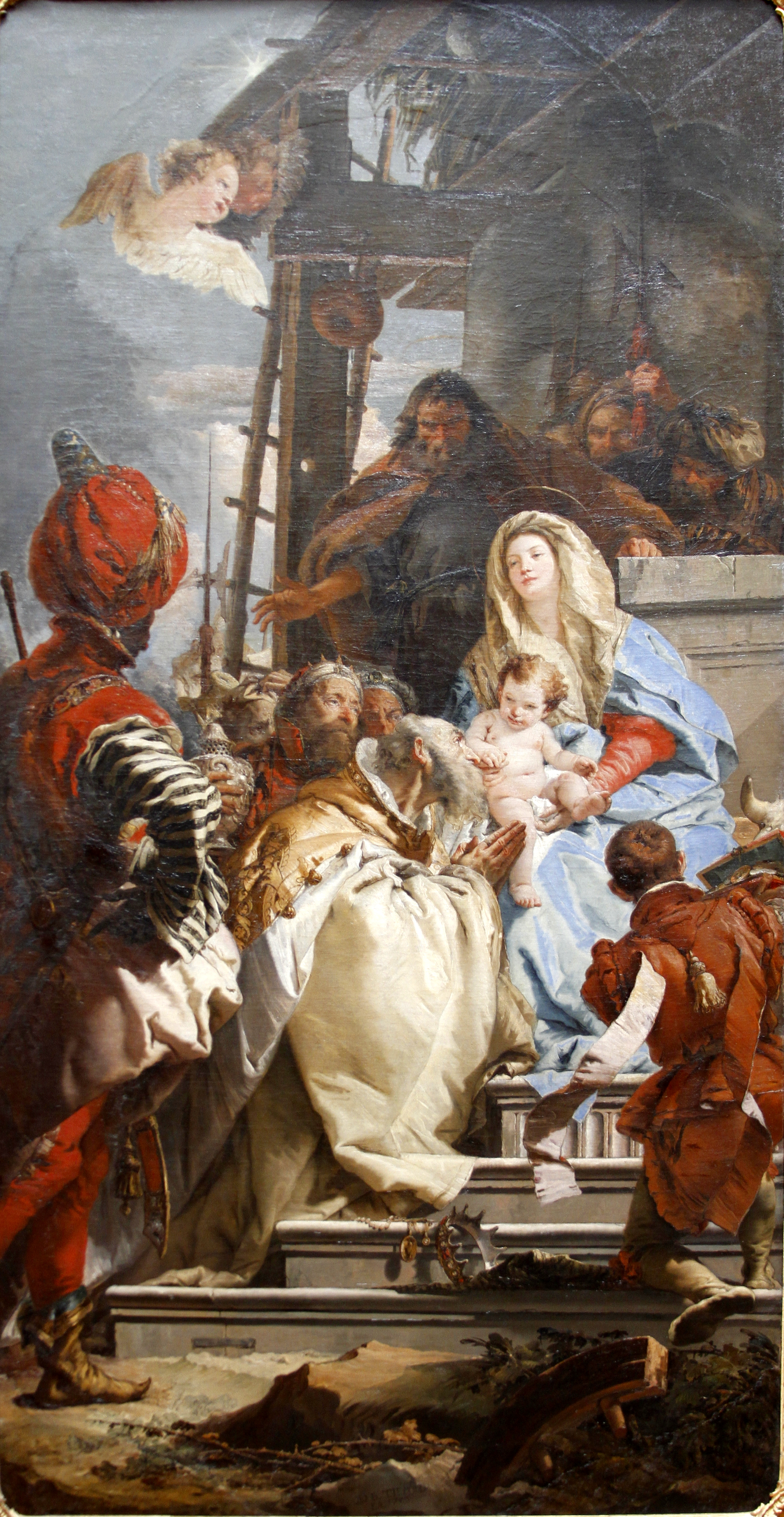
1753, Alte Pinakothek, Munich.
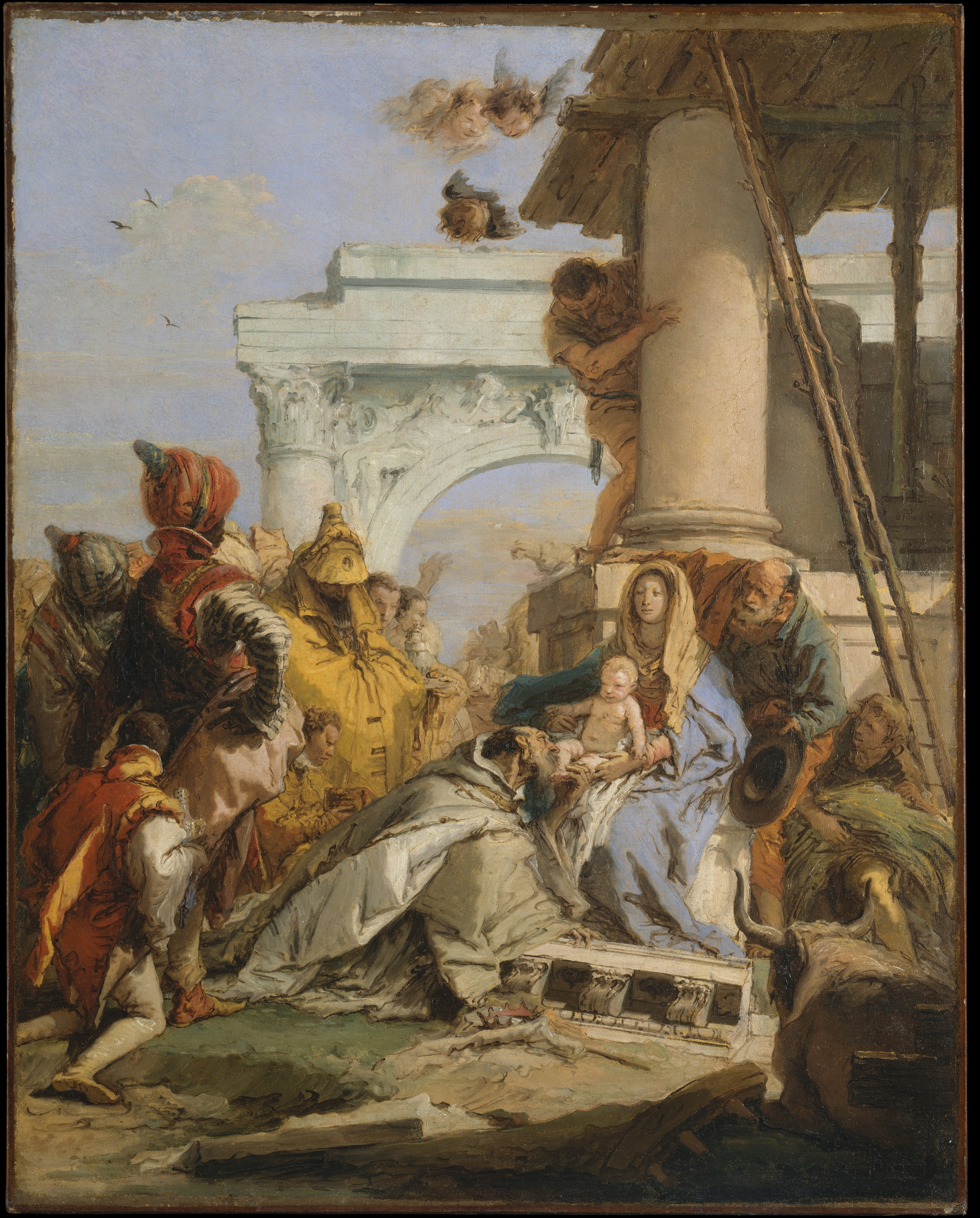
Fin des années 1750, Metropolitan Museum of Art, New York.

Version de l'Art Nouveau
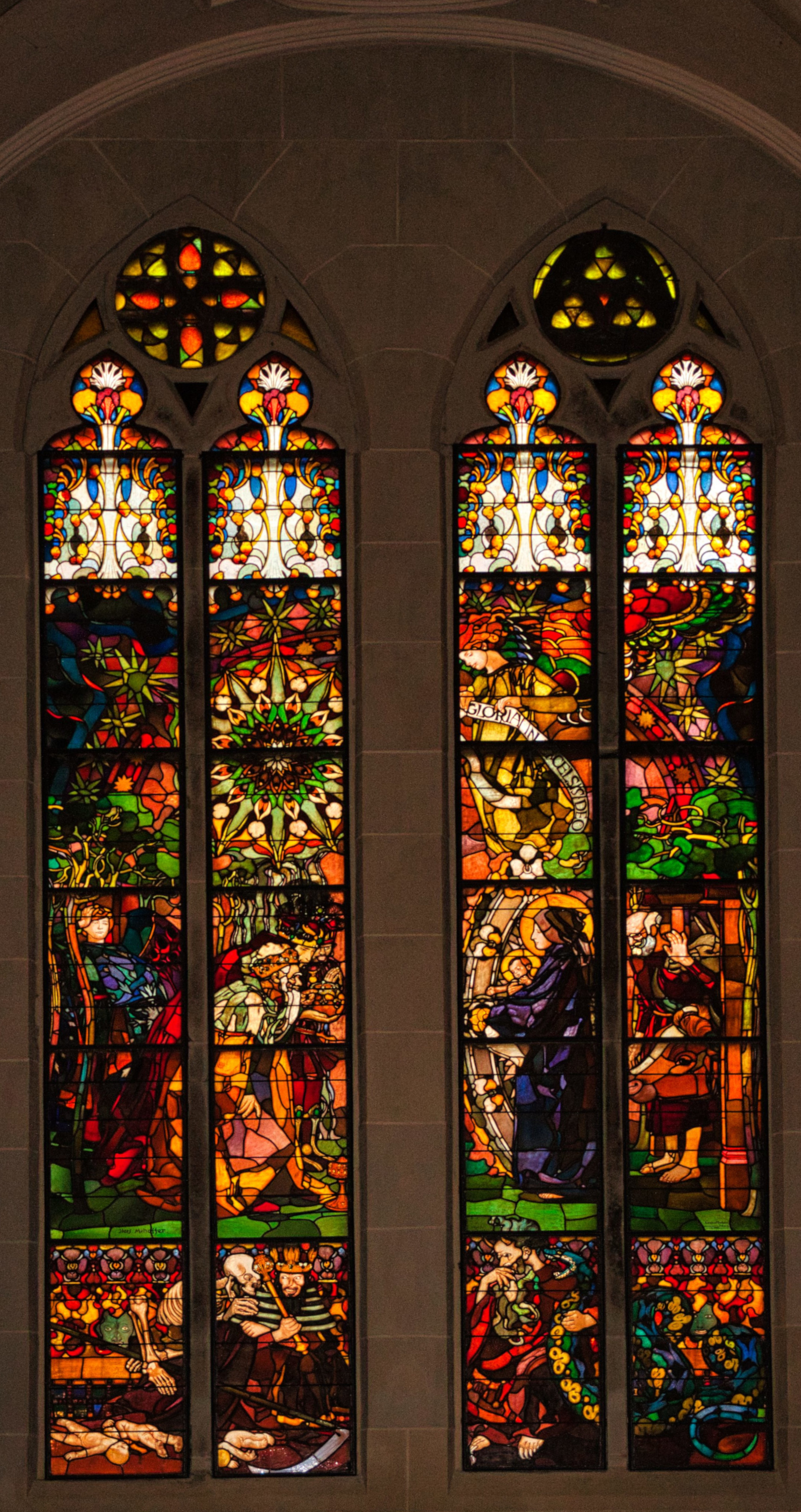
Adoration (1902-1904) par Józef Mehoffer, cathédrale Saint-Nicolas de Fribourg.

## Source d'inspiration
- L'Adoration des mages de Jérôme Bosch a inspiré le compositeur Gian Carlo Menotti pour écrire l'opéra Amahl and the Night Visitors en 1951[9].